# Urbanisticko-architektonický vývoj Holešovic

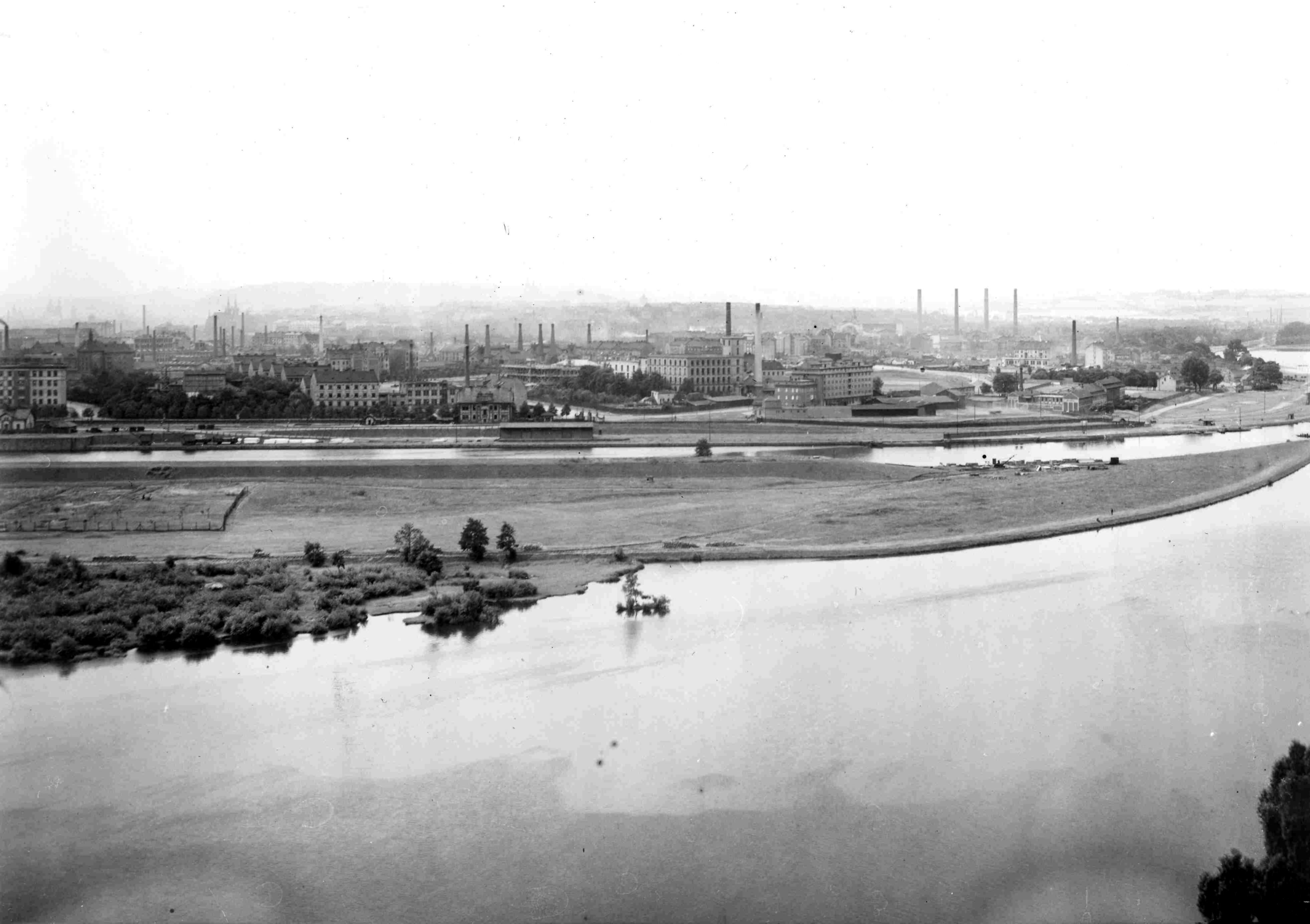
Pohled na Holešovice z Libně, asi 1924.
Fotografie z Archivu Klubu za starou Prahu.

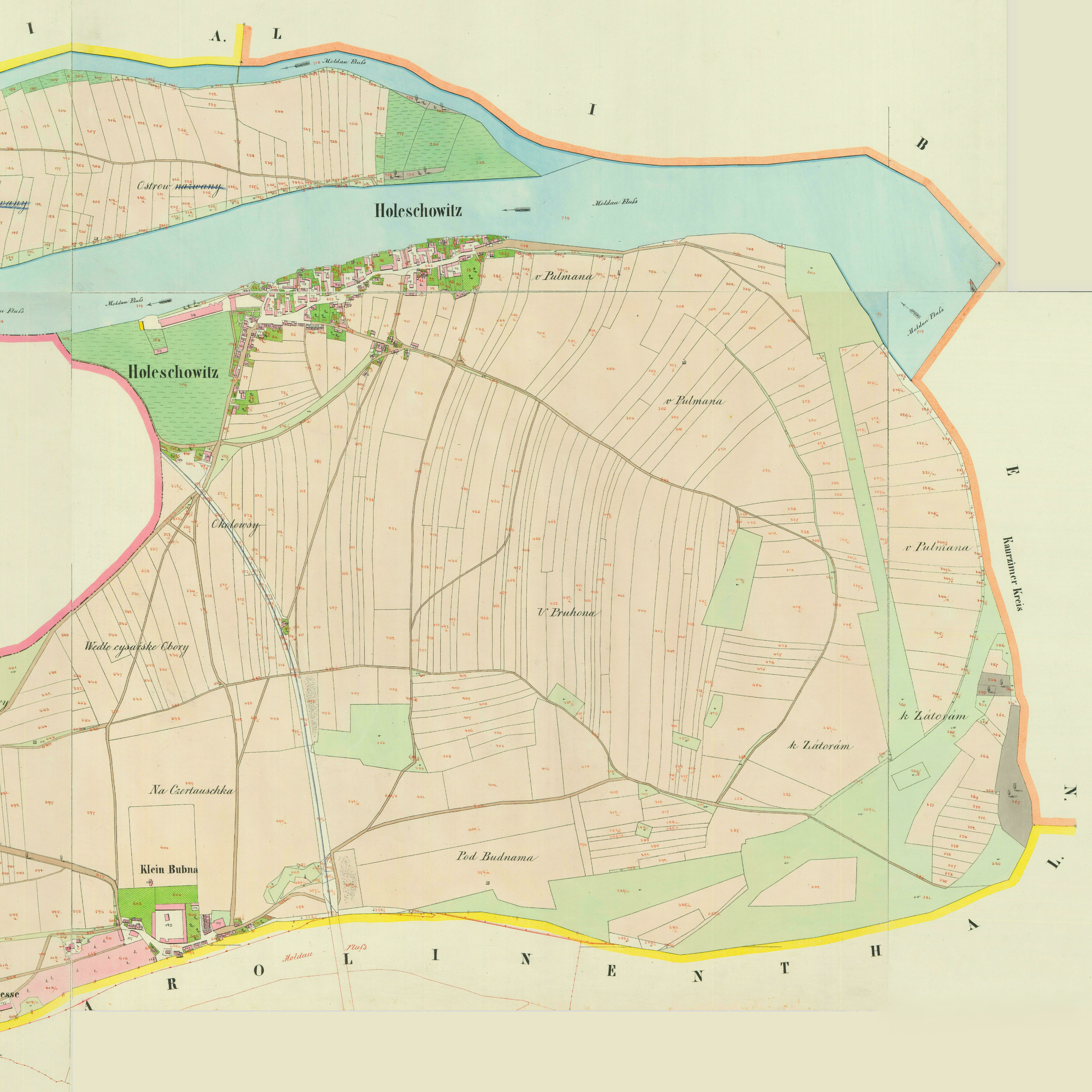
Holešovice na císařských otiscích map Stabilního katastru z roku 1840 (Výřez z mapových listů kód 1960-1-001 až 1960-1-006)

Urbanisticko-architektonická skladba městské části Holešovice

## Úvod

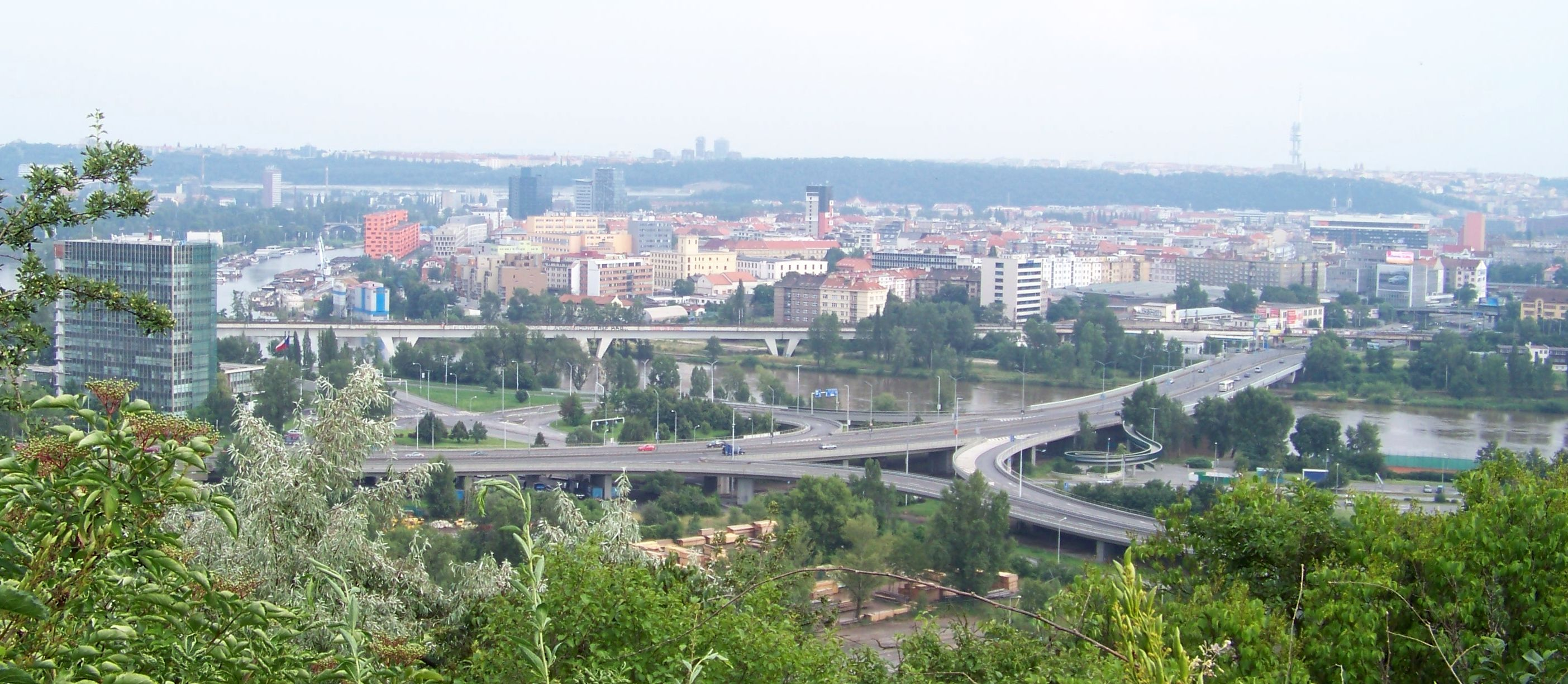
Pohled na Holešovice z trojské strany

Katastrální území Holešovice (730122) dnes tvoří společně s dalšími městskými čtvrtěmi Bubny a Letnou městskou část Prahy 7, která byla ustanovena dne 24. listopadu 1990 a rozkládá se severně od historického centra Prahy na levém břehu Vltavy. Pro úplnost uveďme, že na území Prahy 7 patří historicky rovněž Trója, vilová čtvrť v čele s barokním Trojským zámkem a dvěma zahradami, zoologickou a botanickou, která požívá status samostatné městské části. Samotné Holešovice, též označovány neúředně jako Nové Holešovice a Staré Holešovice (část označující torzální čtvrť někdejších Zátor), byly připojeny k Praze v podobě Holešovice-Bubny jako sedmá čtvrť v pořadí v roce 1884 a až do roku 1960 byly evidovány jako Holešovice-Bubny, poté se název opět vrátil k jednoslovnému označení Holešovice.

### Původ jména
Co se týče původu názvu, setkáváme se rovněž s podobami Holišovice, Holejšovice a Holýšovice. Podle první verze se název osady, kterou pod tímto názvem můžeme doložit již v 11. století, se odvozuje od jména Holeš či Holýš, označující mladého, bezvousého tedy holého chlapce. Druhá verze se váže k přírodnímu charakteru: na území osady se nacházela místa holá a neplodná způsobená častými povodněmi a záplavami.

### Charakteristika krajiny a osídlení
Koryto řeky Vltavy vytvářelo již od konce třetihor holešovický meandr a společně s geologickým podkladem předurčilo pozdější osídlování Holešovic. Ačkoliv Holešovice patří mezi uzavřený obvod, přesto základní část Holešovic v prostoru Občanské plovárny s kaplí sv. Máří Magdaleny stojí na hranici městských částí Prahy 7 a Prahy 1. 
První známky osídlení nacházíme již v období středního neolitu, neboli mladší doby kamenné (přibližně léta 5935-4750 př. Kr.), prostřednictvím sídlištních nálezů kultury s lineární keramikou v oblasti mezi kostelem sv. Antonína a Holešovickou tržnicí. V období eneolitu (pozdní doby kamenné, 5500-2200 př. Kr.) se místní obyvatelé sdružovali v sídlištích či osadách, v nichž si stavěli lehké chatky, zabývali se chovem dobytkem, obchodem a výrobou kovových nástrojů pro každodenní užití. Na počátku mladší doby kamenné v období kultury lengyelské se pravěcí obyvatelé zaměřili výrazněji na lov divoké zvěře, o čemž svědčí nález hrobu v Královské Oboře. Druhé tisíciletí př. Kr. s sebou přineslo rozšíření znalosti výroby bronzových nástrojů, což dosvědčují nálezy hrobů společně s nádobami z období tzv. únětické kultury (19.-15. století př. Kr.) mezi ulicemi Plynární a Argentinskou. Území Holešovic dominuje především pohřebiště knovízské kultury s patnácti žárovými hroby (mezi ulicemi U průhonu a U Uranie).Dobu římskou a počátek raného středověku na území Holešovic dokládají nálezy římské mince a byzantské mince, tzv. zlatého tremissisu. Období příchodu Slovanů na naše území (druhá polovina 6. století až 10. století) charakterizuje vznik četných kamenných hradišť, která doplňovala hliněná a dřevěná mohutná hradiště na vyvýšených místech. Slovanský hrob byl nalezen roku 1832 mezi ulicemi Argentinskou, Plynární a Partyzánskou a ukrýval keramickou nádobu a hrnce.

### Urbanistický vývoj sídelního útvaru

#### Holešovice
Obyvatelé vrcholně středověkých Holešovic (11. až 14. století) udržovali kontakt nejen se sousedními Bubny, ale i s dalšími lokalitami především prostřednictvím místních brodů; jeden brod vedl přes Maniny (řeka se rozlévá maně, korytem nekalým), další se nacházel v Troji, který sloužil k převozu vína z trojských a libeňských vinic a vinohradů. V každém případě se s názvem Holešovice setkáváme poprvé až v roce 1228, kdy tato osada byla označená jako královský majetek v držení Bohumila z Holešovice. Počátkem 14. století král Václav III. věnoval zdejší statky královskému purkrabímu Hynkovi z Dubé, zakladateli města Hradčany. Následně jeho syn věnoval část statku proboštství sv. Víta. Mezi dalšími vlastníky nalézáme v druhé polovině 14. století staroměstského měšťana Fránu, následně připadla část klášteru sv. Ducha na Starém Městě, část Janovi z Vrapic. Předtím, než král Zikmund zastavil Holešovice Starému Městu, spadaly pod držení Jana či Johánka z Koloděj. Konec 16. století představoval pro Holešovice spojení se statkem libeňským, k čemuž došlo za majetnictví Bryknarů z Brukštejna. Oba statky vyženil Bedřich z Černhausu po roce 1600, avšak po bělohorských událostech byl coby protestant o tento majetek připraven. Ještě v průběhu třicetileté války vlastnil celý statek Albrecht z Valdštejna, který jej prodal Maxmiliánovi z Trautmannsdorfu, aby se posléze vrátil opět do držení rodu Černhausům. Posledním pánem Holešovic z řad šlechticů byl Jan Hartvík z Nostic, který je prodal opět Starému Městu za 82 tisíc rýnských. V období raného novověku se Holešovice z urbanistického hlediska nijak překotně nerozvíjely, počet jejich domů a hospodářství se stabilizoval a neměnil, a ještě v roce 1840 vykazovaly spíše charakter zemědělské vsi s řadou chalup, jak dokládá dobová katastrální mapa. Přesto svou územní rozlohou předčily sousední Bubny a postupně se rozrůstaly o celou řadu usedlostí, umístěných v úzkém pásmu mezi břehem Vltavy a rovnoběžně s ním probíhající dnešní Vrbenského ulicí. Hlavní hospodářskou tepnu představovaly vinice rozkládající se v zákrutu řeky Vltavy a na území nynějších Holešoviček, což zdůrazňovalo vedle rybolovu právě onen zemědělský charakter osady. Z demografického hlediska byly určujícím faktorem na počet místního obyvatelstva válečné události roku 1742.

#### Holešovice-Bubny

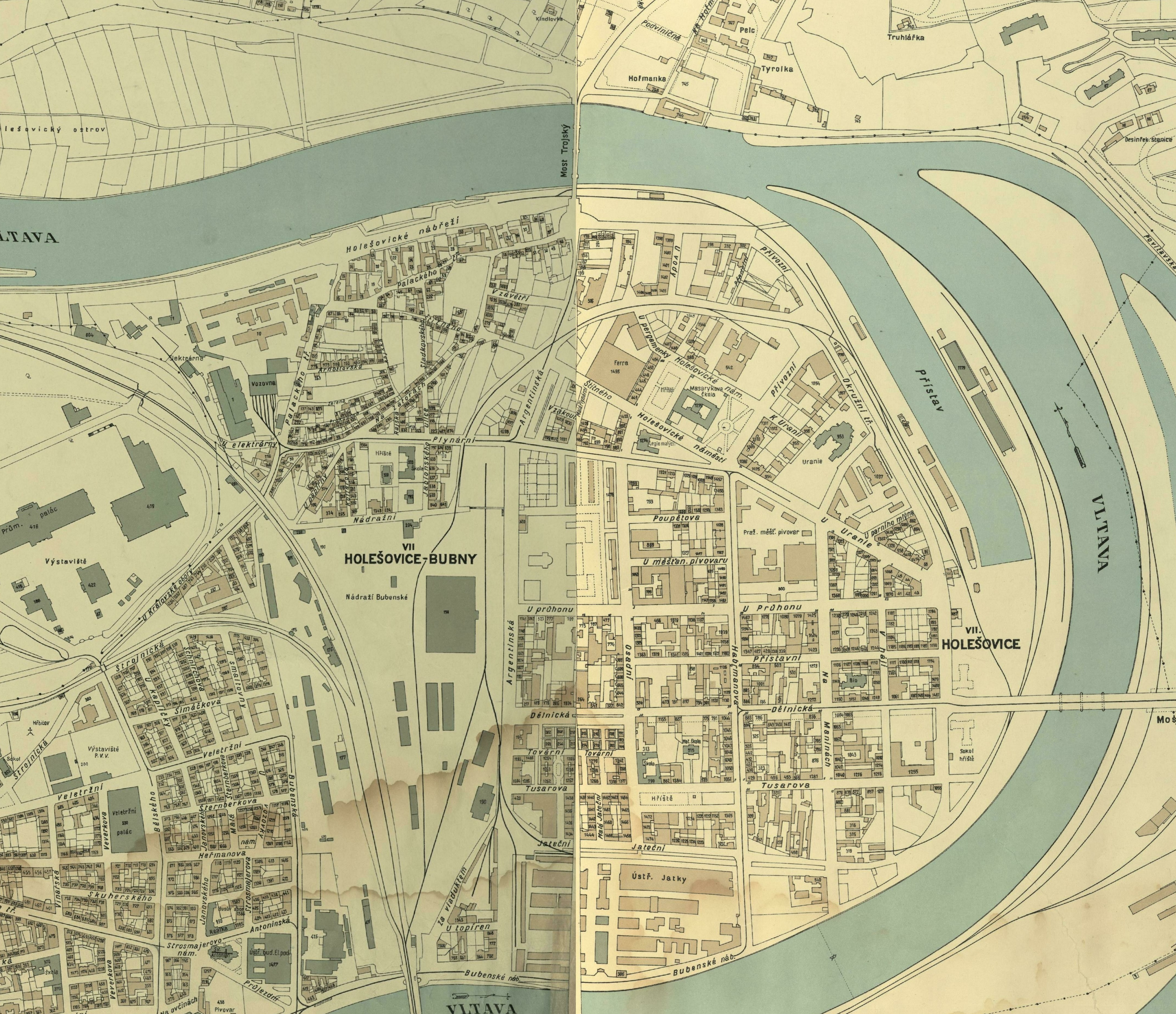
Mapa Holešovic z roku 1938

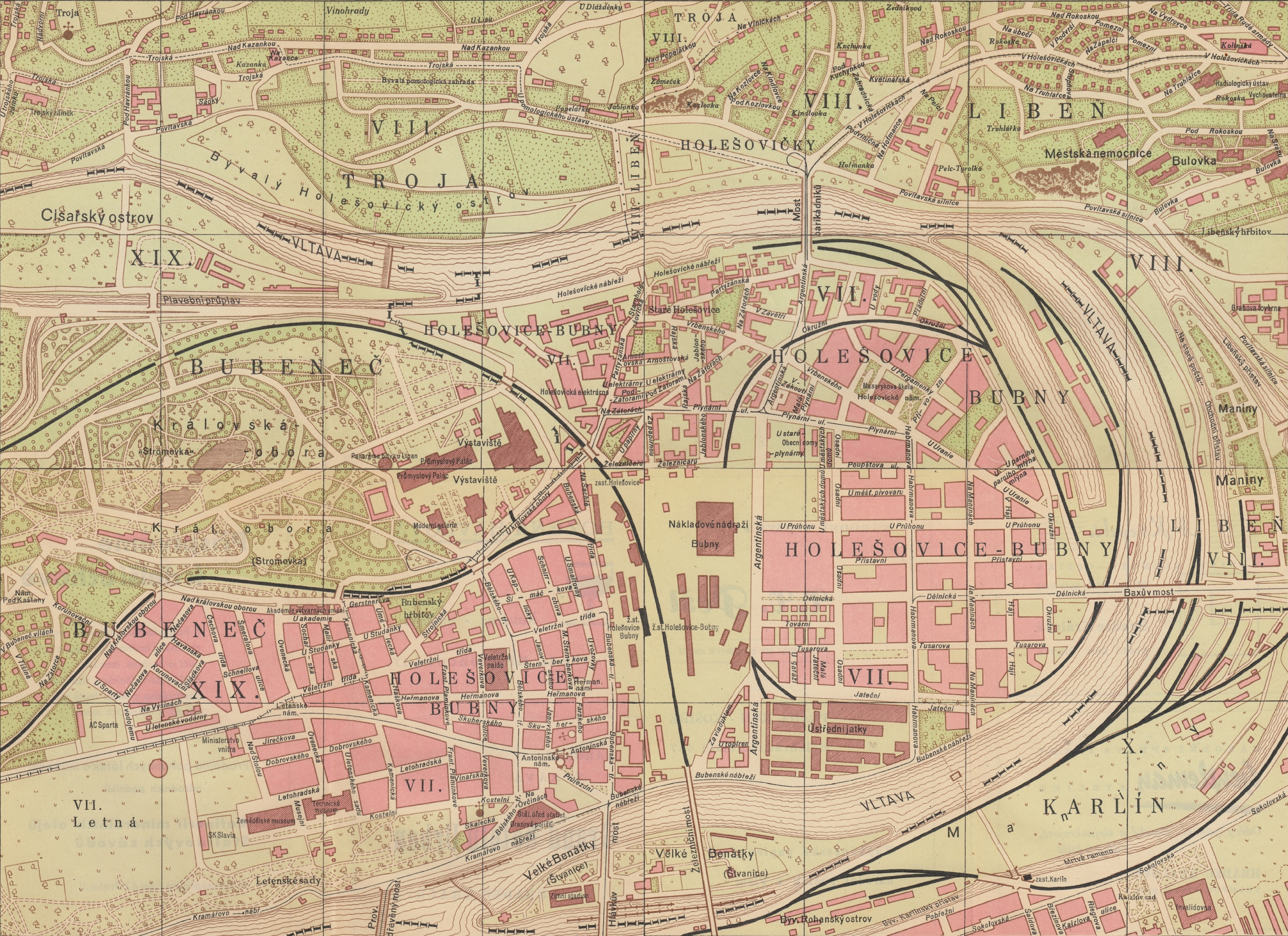
Praha XIX. Holešovice - Bubny, plán zobrazuje stav z druhé poloviny 40. let 20. století.

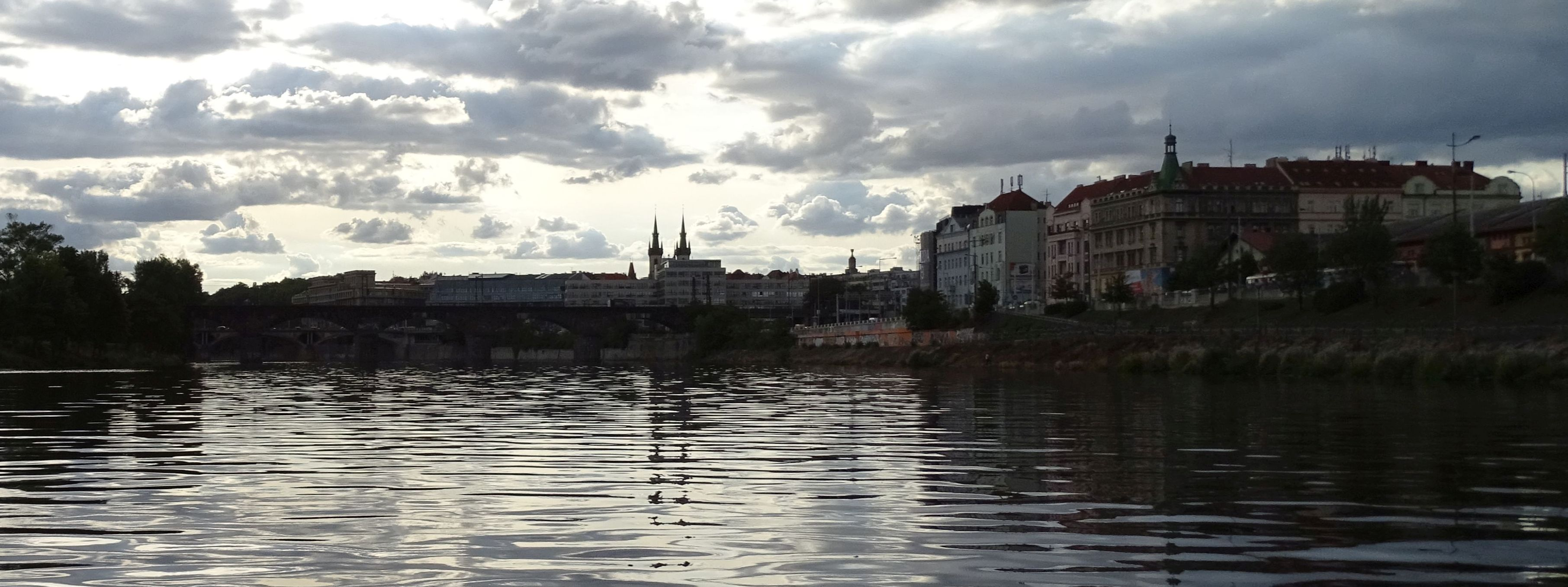
Pohled na Bubny na rozhraní Holešovic a Bubnů

Od poloviny 19. století se Holešovice počínají proměňovat v předměstskou čtvrť, čemuž výraznou měrou přispělo spojení Holešovic s Bubny v jednu obec právě v roce 1850. Navzdory tomu si však obě části uchovávaly samostatnou a na sobě nezávislou cestu dalšího rozvoje. Urbanistické řešení nové čtvrti se vyznačovalo hlavní osou, jíž se stala dnešní třída Milady Horákové. Rezidenční síť se dále utvořila v návaznosti na dnešní ulice Dukelských hrdinů a Bubenskou, které čítaly dohromady 110 domů s 1200 obyvateli v roce 1857, čímž se téměř ztrojnásobil počet 36 domů z roku 1837, jež obývalo 291 obyvatel. Zatímco v roce 1837 Holešovice čítaly celkem 96 domů s 830 obyvateli, tak v souladu s rozmachem průmyslové revoluce nabíraly čím dál průmyslovějšího charakteru oproti rezidenčním Bubnům, což se projevovalo výstavbou továren a nádraží, postaveným v letech 1868-72 v návaznosti na přivedení trati Buštěhradské dráhy přes Stromovku a její napojení na stávající trať do Drážďan v roce 1868, jež následovala výstavba dělnické kolonie domků s dvorky a zahrádkami. Podle této kolonie byla pojmenována jedna z hlavních holešovických tříd, dnešní Dělnická ulice. Na počátku 80. let 19. století bylo postaveno v Holešovicích 32 továren a menších průmyslových podniků. Taktéž říční přístav přispíval Holešovicím k pozici jednoho z nejdůležitějších pražských průmyslových zázemí. V roce 1884 byly Holešovice-Bubny připojeny jako sedmá městská část k území Prahy zákonem ze dne 18. listopadu 1884, s účinností od 25. listopadu 1884. V době připojení měly 23 ulic a 5 silnic, 461 domů a přes 11 tisíc obyvatel. Ve stejném roce byl přijat definitivní regulační plán vyznačující se pravoúhlou sítí ulic a dvěma náměstími, o čtyři roky později přibylo úřední pojmenování jednotlivých ulic. V roce 1900 dosáhl počet domů čísla 780 a počet obyvatel se pohyboval kolem 30 tisíc. Modernizace nově vzniklé pražské sedmé části se projevila především vybudováním podniků celopražského významu. V průběhu 80. a 90. let 19. století na území Holešovic-Bubnů v chronologickém sledu přibývaly nová plynárna (1888), jatky (1895), První pražský měšťanský pivovar (1897), elektrárna (1900). Roku 1895 byla dokončena moderní kanalizace, o pět let později se sedmá městská čtvrť mohla pochlubit taktéž veřejnými lázněmi. Pokrok se nezastavil ani v dopravě; v Holešovicích byl otevřen roku 1894 přístav a o dva roky později byla dokončena silnice pod Letnou. Koňská tramvaj byla rovněž elektrifikována. Počátek 20. století s sebou přinesl další dopravní spojení v podobě vybudování dvou nábřeží, která byla propojena s vnitřními částmi Prahy novými mosty, a to Čechovým (1905-08) a Hlávkovým (1908-11), současně se modernizoval holešovický přístav (1906-10). Přibývaly rovněž budovy společenského významu: školy, sokolovna, kostel svatého Antonína, v sousedství na Letné vznikaly první sportovní kluby a konaly se tu i všesokolské slety. Na počátku první světové války se počet obyvatel v Holešovicích-Bubnech vyšplhal na počet 44 tisíc a počet domů přesáhl tisícovku. 
V období první republiky došlo k přeložení vltavského koryta a s ním spojené výstavbě mostů Libeňského a Trojského (známý též jako most Barikádníků), což mělo za následek zánik neregulované záplavové oblasti Manin. Díky těmto opatřením pokračovala rezidenční výstavba v holešovického meandru a zároveň průmyslové podniky z 19. století, tak charakteristické pro tuto pražskou část, byly vytlačovány v oblasti západně od Bubenské ulice. Na uvolněných parcelách byl postaven Veletržní palác (1925-28) a budova Elektrických podniků (1927-35), po výstavbě Dělnické úrazové pojišťovny (1926-29) zanikla téměř podoba starých Bubnů. Holešovický přístav se vyznačoval v tomto období čilým obchodováním s Hamburkem. Sportovní vyžití se rozšířilo prostřednictvím Štvanice i o zimní stadión (1931). Pouze oblast Starých Holešovic - Zátor si zachovávala svůj maloměstský až vesnický ráz. Druhá světová válka s sebou přinesla především demografickou proměnu Holešovic; v rámci konečného řešení bylo i z Holešovic-Bubnů odtransportováno místní židovské obyvatelstvo, které cestu své likvidace nastupovalo právě z bubenského nábřeží po několikadenní internaci v Radiopaláci. Po skončení války se museli vystěhovat místní Němci. Neblahá 50. léta představovala labutí píseň pro Zátory, jejichž část byla zbořena i kvůli betonárce Prefa na vltavském břehu, čtvrť v podstatě zanikla v 70. letech při výstavbě stanice metra Nádraží Holešovice.  
Roku 1960 byl zrušen název Holešovice-Bubny a úřední označení nadále neslo jen název Holešovice. Předzvěstí deindustrializace Holešovic bylo uzavření a zrušení jatek, teprve až společenský převrat po roce 1989 s sebou přinesl proměnu, kterou zpečetila povodeň v roce 2002, jenž ukončila činnost holešovického přístavu a průmyslové Holešovice tak definitivně skončily.

### Zátory (Staré Holešovice)
Část dnešních Holešovic, neúředně nazvaná též Staré Holešovice, známé jako Zátory, zanikly definitivně v roce 1977. Jejich památku připomíná dnešní ulice Na Zátorách a nádraží Praha - Holešovice, vystavené na jejich části. Název Zátvory neboli zátvory označují nízký břeh, do kterého se zadírají ledové kry a tento název se pak přenesl na celou část Starých Holešovic. Původně se jednalo především o hospodářskou oblast, jejichž obyvatelé se zabývali rybařením, pěstovali zemědělské plodiny, plavili se na lodích a vorech, pracovali jako pískaři, ledaři a převozníci. Čtvrti dominovala někdejší Palackého, dnešní Partyzánská ulice, kolem níž stála jednotlivá hospodářství. Partyzánská ulice představuje nejstarší ulici v Holešovicích, která byla obklopena domky a hospodářskými staveními. Vznikla vlastně připojením ulic Trojská a K Pelci, které byly roku 1881 spojeny a pojmenovány po historikovi Františku Palackém. V roce 1894 byla tak tehdejší Palackého ulice prodloužena až k Výstavišti. V Palackého ulici se nacházela tramvajová vozovna s konečnou zastávkou tramvaje číslo 3. Empírový dům s předzahrádkou patřil k Dormitzerově kartounce. V ulici se mohl návštěvník čí místní domorodec občerstvit v pěti hostincích: U Libuše či U Zeleného stromu na severní straně ulice, v němž sídlila i sokolská organizace a také v hostinci U Saláků, který později nahradila mlékárna. V severní části stával rovněž hostinec U České koruny. Poslední hostinec U Zaradíčků, později U Vltavana stál v nejvýchodnější části ulice za mostem Barikádníků. Svůj dnešní název Partyzánská získala až roku 1947 na upomínku hrdinů druhé světové války. Historická zástavba zanikla v 70. letech 20. století, dnešní ulice představuje jen část ulice původní.
První průmyslovou budovu zde  představovala Dormitzerova kartounka, postavena v roce 1823. Změnu přineslo až zastavování holešovických pozemků v 2. polovině 19. století, díky kterému přibývaly činžovní domy a Zátory se svým starosvětským rázem proměnily v periferní oblast. V meziválečném období ustoupila  nejvýchodnější část Palackého ulice výstavbě Trojského mostu. Poválečné období v návaznosti na budování socialismu v Československu znamenalo postupný zánik čtvrti, způsobené rozsáhlou demolicí a výstavbou betonárky Prefa,  a zmizely tak například domky ve východní části holešovického nábřeží jako čp. 14 U Pulmistrů, čp. 20 U Lípů, čp. 21 U České koruny, čp. 22 U Hlaváčků, čp. 24 U Kroupů, čp. 25 Na Holešovce, čp. 42 U Valášků. V areálu betonárky se zachoval pouze statek čp. 31, u něhož býval provozován říční přívoz a dům rodiny Vaňhů. Od 70. let tak Zátory představují pouze dopravní uzel metra a vlakového nádraží a zbytek parcel zarůstá křovím. V rámci asanace starých Holešovic uliční síť buď zmizela docela: ulice Arnoštovská, Zelená, Prokopova, nebo se zachovala v torzu jako v případě ulic Partyzánské, Strobachovy, Trojské, Na Zátorách, Jablonského, V Závětří, část dostala zcela jinou trasu. V současnosti se zvažuje výstavba vysokoškolských kolejí, které by i této části Prahy 7 poskytly studentský komunitní ráz.

### Charakteristika stavebního fondu
V původní oblasti Nových Holešovic, rozkládající se v prostoru od nádraží Bubny k vltavskému meandru se započalo se soustředěnou výstavbou v druhé polovině 19. století společně s vytyčením pravoúhlé uliční sítě. Holešovické ulice se i dnes rozlišují podle svého původu, ať už jako určení polohy (ulice Na Maninách, Na Výšinách, V Závětří, Přístavní, Přívozní, Malá Plynární, Plynární či V Háji) či vytyčení směru (U Pergamenky/ dříve K Uranii). Část ulic je pojmenována podle typu lidské činnosti (Dělnická, Komunardů), část po významných osobnostech (Ortenovo náměstí, Jankovcova, Vrbenského, Tusarova, Varhulíkové, Poupětova, Bondyho).
Nejstarší zástavba se zachovala podél části ulice Osadní (pojmenovaná podle osady dělnických domků), která je dodnes lemována původní stromovou alejí. Holešovické nábřeží bylo záhy zastavěno přístavními objekty, na něž navazovaly větší tovární areály, elektrárna s vlastní vlečkou a o kus dále byl postaven měšťanský pivovar s pekárnami. Výstavba metra a nádražní budovy v 70. letech 20. století pohltila původní dělnickou zahradní kolonii, stejně tak zmizela i část areálu bubenského nádraží podél Argentinské ulice (pojmenována podle jihoamerické země v návaznosti na dovoz dobytka na holešovické jatky, v minulosti nesla též pojmenování Jeronýmova, Drážďanská či Partyzánská). Průmyslová tvář Nových Holešovic, jak se profilovala v 19. století prostřednictvím drobných průmyslových objektů i větších továrních hal, se v duchu doby pozvolna proměňuje na moderní administrativně-rezidenční čtvrť, doplněnou rovněž o ateliéry architektů a výtvarníků, ale také nové umělecké či kulturně společenské scény. Do dnešních dnů se zachoval taktéž komplex městských jatek, jemuž dominuje funkční tržnice doplněná o další obchůdky, restaurace, bistra, obchodní haly a umělecké scény jako Jatka 78 a divadlo Milénium.

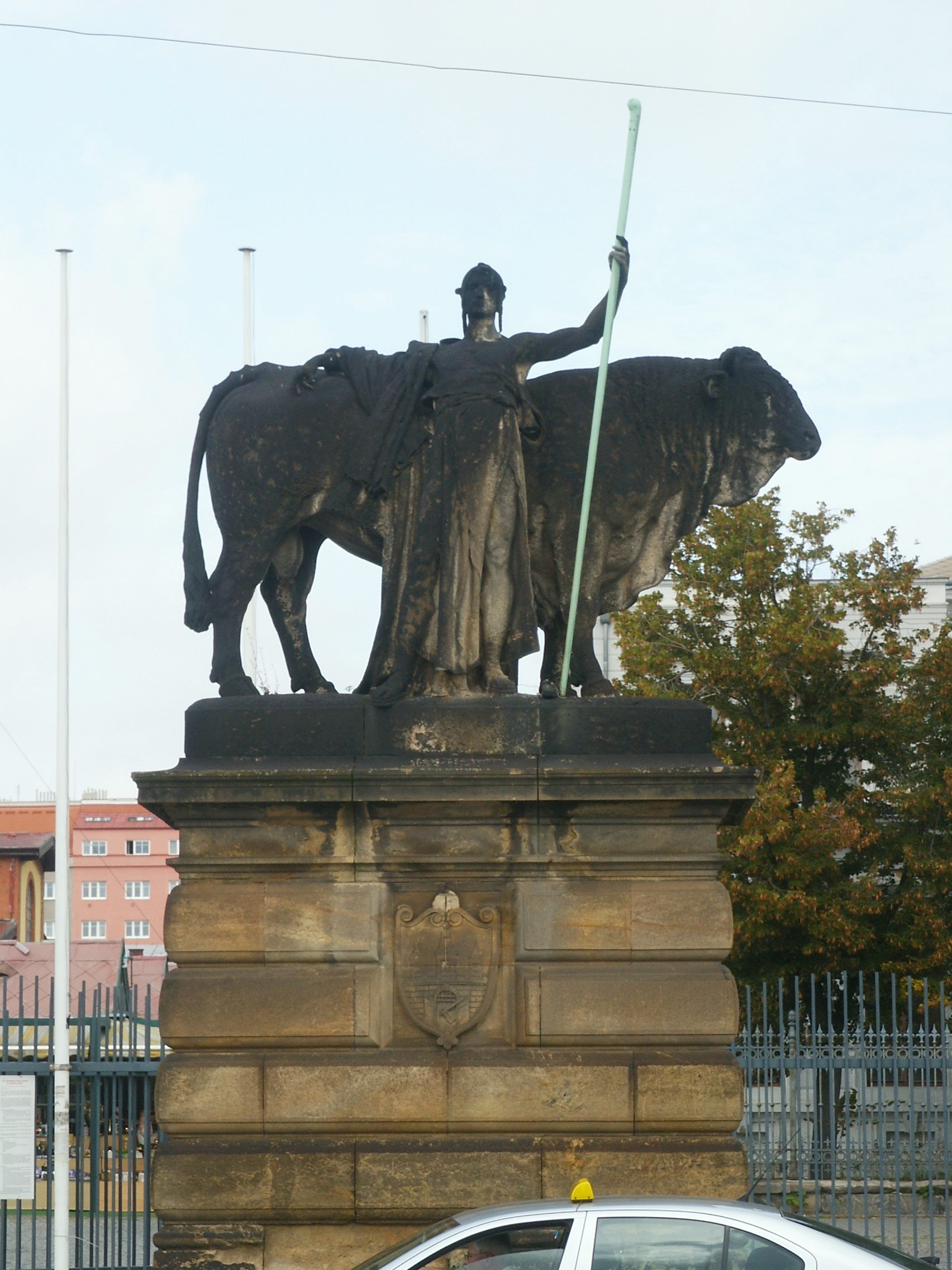
Socha před areálem holešovické tržnice, dřívější městská jatka

Mezi pozoruhodné stavby Nových Holešovic se bezesporu řadí se svou pozdně secesní fasádou Vaňkovo semenářství (architekti Emil Králíček a Matěj Blecha, postaveno 1911) a neorenesanční dům podle projektu architekta Jana Zeyera v bloku domů lemující Bubenské nábřeží. Již zmíněnému komplexu městských jatek dominuje další zástupce neorenesance v podobě vodárenské věže. V Osadní ulici lze nalézt místního zástupce tzv. „národního slohu“, módního ve 20. letech 20. století, a to domy Obce pražské pro sociálně slabší obyvatele (Rudolf Hraběta), které jsou od sebe odděleny jednotlivými parčíky. Dalším příkladem meziválečné sociální výstavby z počátku 30. let jsou dále deskové pavlačové domy v Osadní ulici (František M. Černý a Kamil Ossendorf, resp. František A. Libra a Jiří Kan). V současnosti Osadní ulici dominuje především Centrum současného umění DOX (adaptace a doplnění novými intervencemi Ivan Kroupa, 2008), rozkládající se na křižovatce osadní s Poupětovou ulicí (pojmenována na počest sládka místního pivovaru Františka Ondřeje Poupěte roku 1905). Galerie moderního umění, hojně navštěvována i zahraničními zájemci o umění, sídlí v přestavěných průmyslových budovách někdejší továrny na stroje Rossemann a Kühnemann, která zde byla otevřena roku 1901, na níž později v letech 1929–1938 navázala výstavba rohového kancelářského domu (František Troníček) a železobetonové výrobní budovy pro zámečnickou firmu Páv.
V duchu kubismu byla postavena malá továrna firmy Materna na rohu ulic Osadní a Dělnické (Rudolf Stockar). V pomyslné stylové chronologii na ni navazuje protější tentokrát funkcionalistický činžovní dům v Dělnické ulici z konce 30. let (Josef Chochol). O pár domovních čísel dál se v též ulici nalézá betonový palác Metrostavu (Karel Filsak). Osadní ulice ústí do dnešního Ortenova náměstí (pojmenované po českém básníkovi Jiřím Ortenovi, dříve neslo názvy jako Holešovické, Myslbekovo a Dimitrivovo), na jehož východním okraji až do 50. let stávala dřevěná divadelní scéna Uranie (Osvald Polívka), která sem byla přemístěna z Výstaviště. Po divadelní scéně byla pojmenována ulice U Uranie, která ještě v polovině 20. století byla součástí nejvýznamnějšího silničního spojení mezi severovýchodní a severozápadní oblastí Prahy a valila se jí veškerá tranzitní doprava.

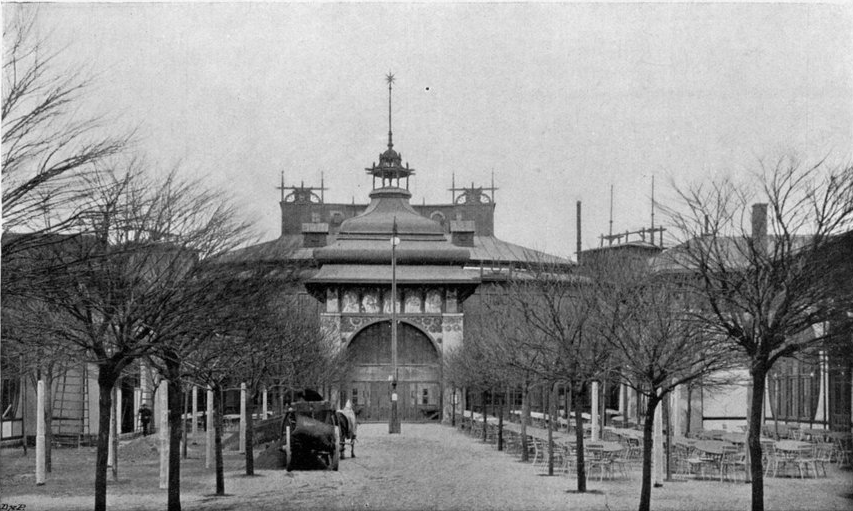
Uranie

Náměstí dominuje tentokrát styl art-déco v podobě Masarykových škol (Vratislav Lhota a Vladislav Martínek). Náměstí na jeho severní straně uzavírají dvě rozměrné budovy, a to bývalá přádelna bavlny Leopolda Mahlera. Starší budova z roku 1889, jejíž vnitřní konstrukci tvoří kombinace litinových sloupů a zděných stropů, sloužila též jako kotelna a strojovna. Druhá, mladší budova, obsahovala čtyřpodlažní přádelnu s nárožní věží, obsahující schodiště a vodojem pro zásobování sprinklerového hasicího systému (návrh firma Sequin a Knöbel, realizace firma Aloise Richtera). Dnes v těchto budovách po rozsáhlé rekonstrukci, v rámci níž přibylo vyšší patro, sídlí Česká pošta. Na severovýchodní hranici náměstí navazuje ulice Přívozní, nynější sídlo reklamní agentury Ogilvy a Mather v budovách jedné z prvních sodovkáren ve střední Evropě, někdejšího národního podniku Pražské cukrárny a sodovkárny Aro-cola a Citro-cola v bývalé továrně zakladatele firmy Ferdinanda Zátky. V bývalé továrně se za časů Zátkových kromě sodovky vyráběla rovněž horčice v nárožní budově s ústřední dvoupodlažní halou se železobetonovým skeletem (Oldřich Brabec). Výroba sodovek byla ukončena roku 1999 a v roce 2003 byla budova přestavěna pro dnešní účely (ateliér Jiran-Kohout).

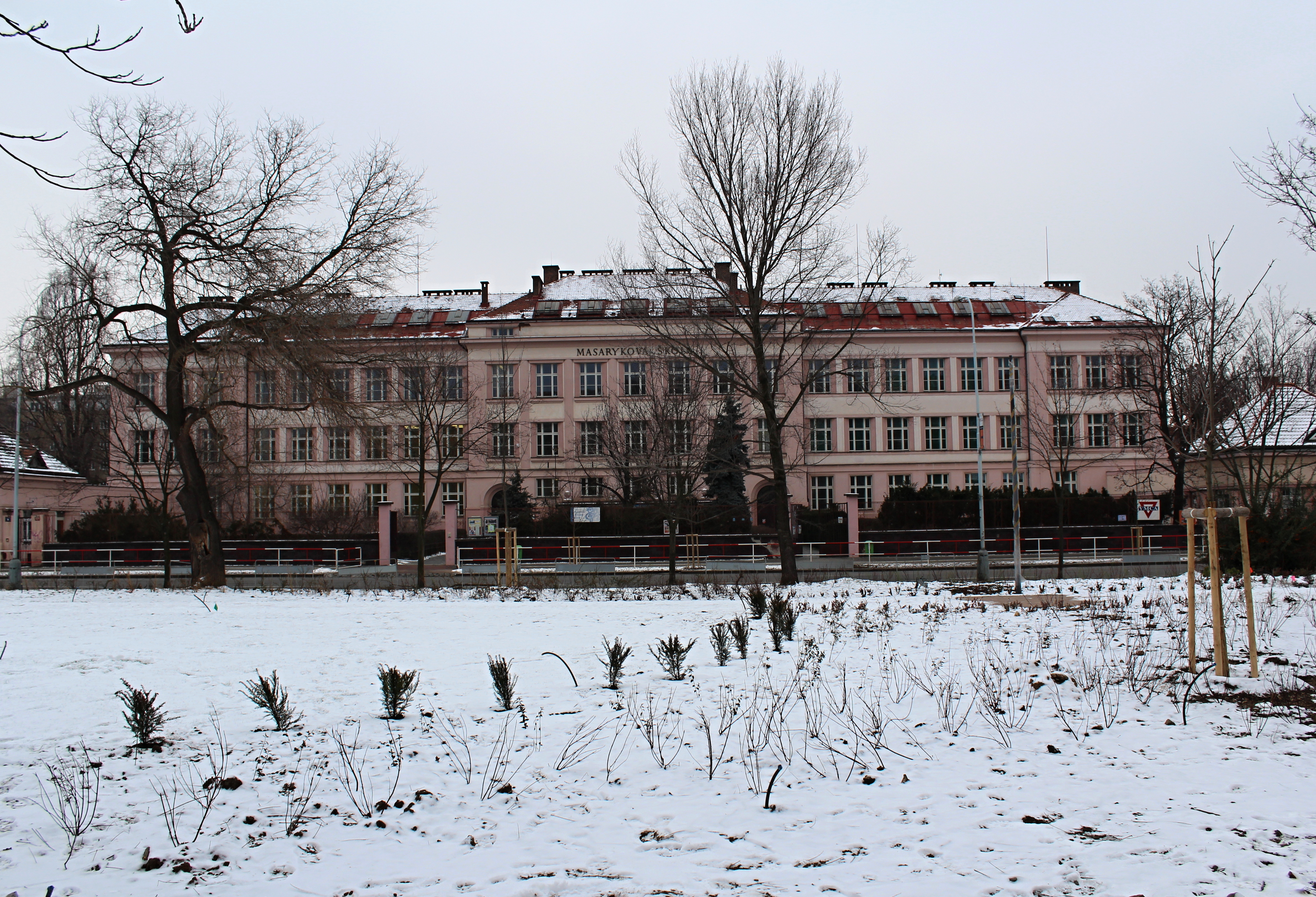
Masarykova škola na Ortenově náměstí

Severozápadní okraj náměstí s Vltavou spojuje ulice U Pergamenky, známá též díky skladovému areálu Ferry z konce 20. let (Josef Kříž), která v době svého vzniku překvapovala moderností díky ocelové konstrukci a tmavočerveným keramickým obkladem. Sídlila zde původně železářská firma Bondy, založená v roce 1829,  samotná Ferra, a.s. vznikla v roce 1919, která závěrem 20. let realizovala sídlo firmy, kancelářský a obchodní dům Ferra, a v roce 1931 moderní sklad železa v Holešovicích. Aktuálně je areál demontován za účelem nové rezidenční výstavby.
Naproti němu se na rohu ulice U Pergamenky (v domě čp. 516 stála bývalá továrna na pergamenový papír) a ulice Jankovcovy (pojmenována na počest člena protinacistického odboje, Wolfganga Jankovce, popraveného nacisty za odbojovou činnost v roce 1944) rozkládá funkcionalistický dům pro zaměstnance Báňské a hutní společnosti (M. Koněrza). Jankovcovou ulici až k Libeňskému mostu lemuje areál přístavu s hrázděnými stavbami z počátku 20. století (František Sander). Při jižní straně Jankovcovy ulice se rozprostírají industriální areály, dnes převážně obchodně-administrativní, mezi nimiž vyniká objekt holešovických pekáren z let 1909–1910 (Bohumil Hübschmann). S Novými Holešovicemi je rovněž neodmyslitelně spjat poněkud problematický Libeňský most. Jeho počátky sahají již k roku 1903, kdy mostní provizorium, původně použité při stavbě mostu u Národního divadla, nahradil v letech 1924–1928 poslední kloubový betonový most realizovaný v Praze (projekt F. Mencl, realizace firmy B. Hlavy a K. Skorkovského). Architekt Pavel Janák použil na výzdobu betonové konstrukce, zábradlí a schodišť kubistické tvarosloví. Uměleckou výzdobou srost řadí mezi špičková meziválečná architektonická díla. Na předpolí železobetonového Libeňského mostu stojí dva výškové objekty: palác Kovo, dnes Tokovo, mimo jiné sídlo Nejvyššího kontrolního úřadu ze 70. let (Zdeněk Edel) a Lighthouse, dle návrhu izraelských projektantů. Navazující ulice Dělnická (vznikla v 70. letech 19. století po výstavbě kolonie dělnických domů) rovněž disponuje dalšími funkcionalistickými domy (Josef Martínek) a bývalou továrnou Tesla.
V ulici Na Maninách nalezneme budovu prvních patrových garáží v Praze z roku 1928 (návrh Bedřich Adámek, realizace firma Josef Blecha, železobetonový skelet s trámovými stropy realizovala firma Brázdil a Ješ). V roce 1988 byl objekt Park Garage Josefa Škopka, čítající dvě podzemní a sedm nadzemních podlaží se 120 stáními a dvěma výtahy pro auta, myčky a vybavení pro zaměstnance, přestaven pro potřeby reklamní agentury (architekt David Chisholm). V současnosti budova slouží pro administrativní účely. V ulici U Průhonu (vznikla roku 1894 na místě, kudy se hnal dobytek na pastvu) se nacházejí funkcionalistický dům s motivem hranolovitého arkýře (Eugen Rosenberg) a bývalý pivovar z počátku 20. století (Josef Bertl). V současnosti se v areálu pivovaru nacházejí obchodní, administrativní a bytové prostory. Naproti pivovaru se nachází taktéž objekt z počátku 20. století, v němž sídlila známá slévačská továrna Franta Anýž, později Zukov (architekt Antonín Engl).  Jednu z hlavních tříd Nových Holešovic tvoří dopravní tepna ulice Komunardů (dříve také Rohanská nebo Habrmanova), na které se nachází kulturním centrum La Fabrika (konverze Lukáš Ježek, Tomáš Novotný a Tomáš Zimek z ateliéru KAVA), dříve však sídlo dvou kovozávodů Karel Bendelmayer, slévárna umělecké litiny a továrny na výrobu heverů Františka Richtera. Slévárna fungovala jako součást závodu ČKD až do 80. let, druhý závod na výrobu heveru dokonce až do 90. let 20. století.
Z původní budovy bývalé elektrárny, na jejímž návrhu se podíle i Jan Kříženecký na přelomu 19. a 20. století, při Partyzánské ulici (kdysi Palackého, Strobachova, Trójská ulice), dnes zůstala zachována secesní hala strojovny.

### Kulturně historické a památkové zhodnocení obce

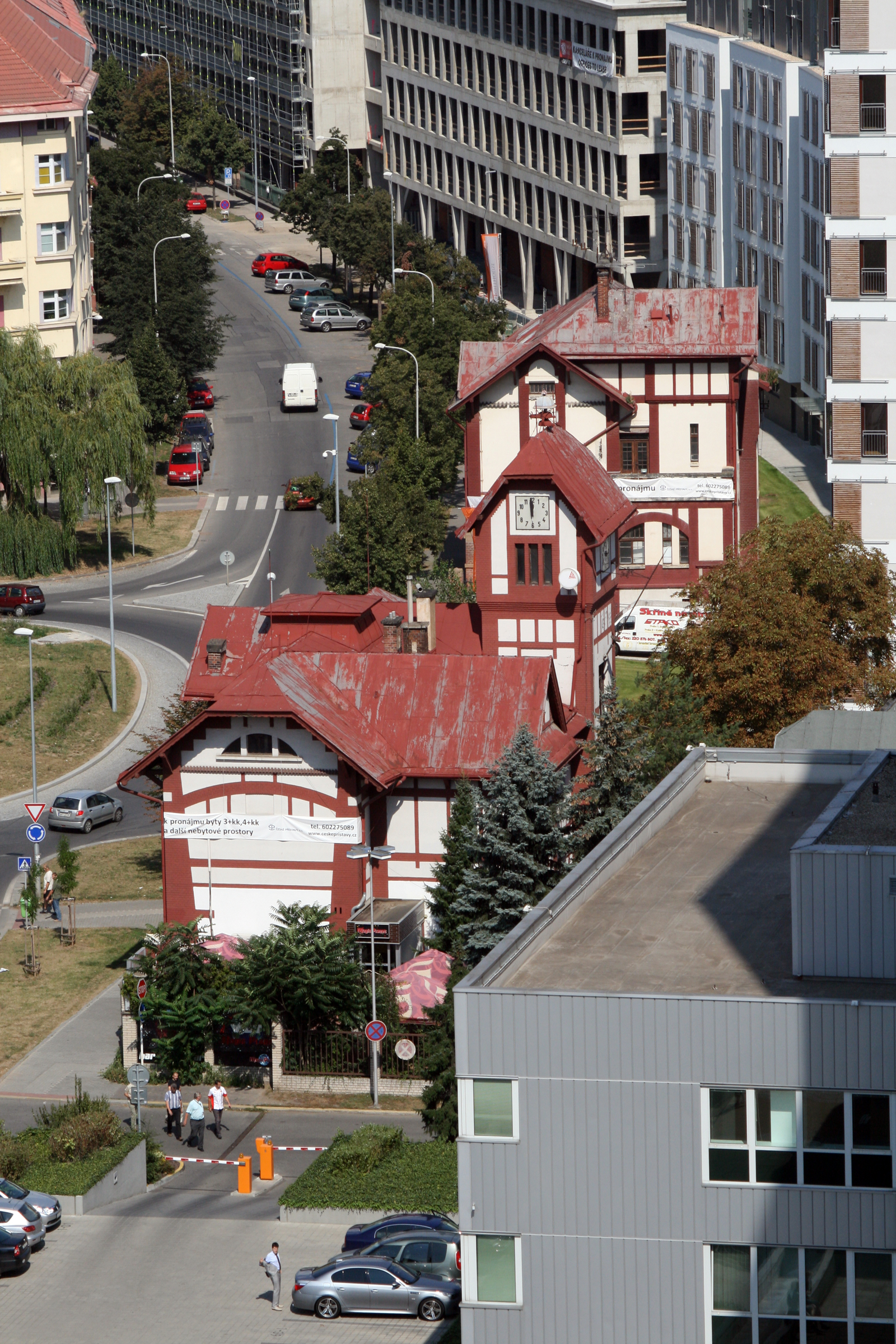
Holešovický přístav

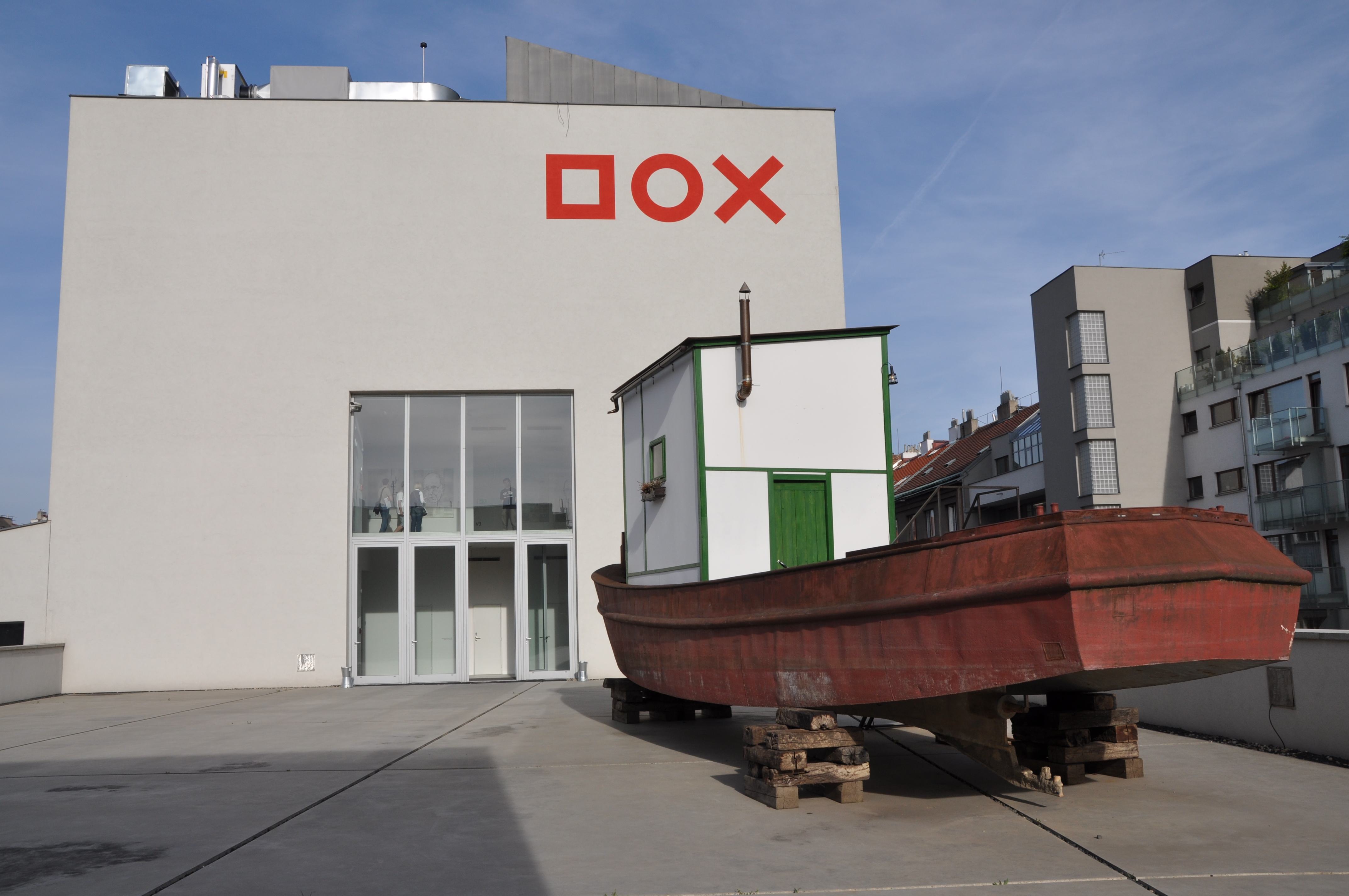
DOX

Stávající památkovou ochranu v městské části Prahy 7 (Bubny a Letná) reprezentuje městská památková rezervace, prohlášená na základě nařízení vlády ČSR č. 66/1971 Sb. ze dne 21.7.1971 o památkové rezervaci v hlavním městě Praze, která nabyla právní moci dne 13.8.1971. V Ústředním seznamu kulturních památek České republiky je městská památková rezervace vedena pod rejstříkovým číslem 1028.
Holešovice se rovněž nacházejí na území ochranného pásma památkové rezervace v hl. m. Praze, které bylo vymezeno na základě Rozhodnutí NV hl. m. Prahy o určení ochranného pásma památkové rezervace v hl. m. Praze pod č. j. Kul/5-932/81 ze dne 19.5.1981.V Ústředním seznamu kulturních památek (ÚSKP) České republiky je památková rezervace vedena pod rejstříkovým číslem 3333. 
Na území městské části Prahy 7 - Holešovice se k dnešnímu datu nachází celkem 51 nemovitých kulturních památek, z nichž v městské čtvrti nových i starých Holešovic můžeme nalézt 10 níže uvedených nemovitých kulturních památek. Vzhledem k tomu, že podrobný seznam aktualizovaného Ústředního seznamu nemovitých kulturních památek České republiky prostřednictvím Památkového katalogu, spravovaného Národním památkovým ústavem na jejich webových stránkách, se nachází na stránkách NPÚ Zde je stručný výčet těchto nemovitých kulturních památek:
- Holešovická elektrárna Partyzánská, Staré Holešovice, datum zapsání/prohlášení za kulturní památku 15. 11. 2002, Areál holešovické elektrárny je význačným industriálním celkem, který je dochován ve své struktuře i architektonické podobě. Elektrárna kdysi patřila k největším zařízením tohoto typu v Čechách. Areál bývalé elektrárny pochází z let 1898-1900 s pozdějšími úpravami. Sestává z budovy bývalé strojovny a kotelny (čp. 1), komína, rozvodny a vodárny Háječek, viaduktu a kovárny (čp. 218).[12]

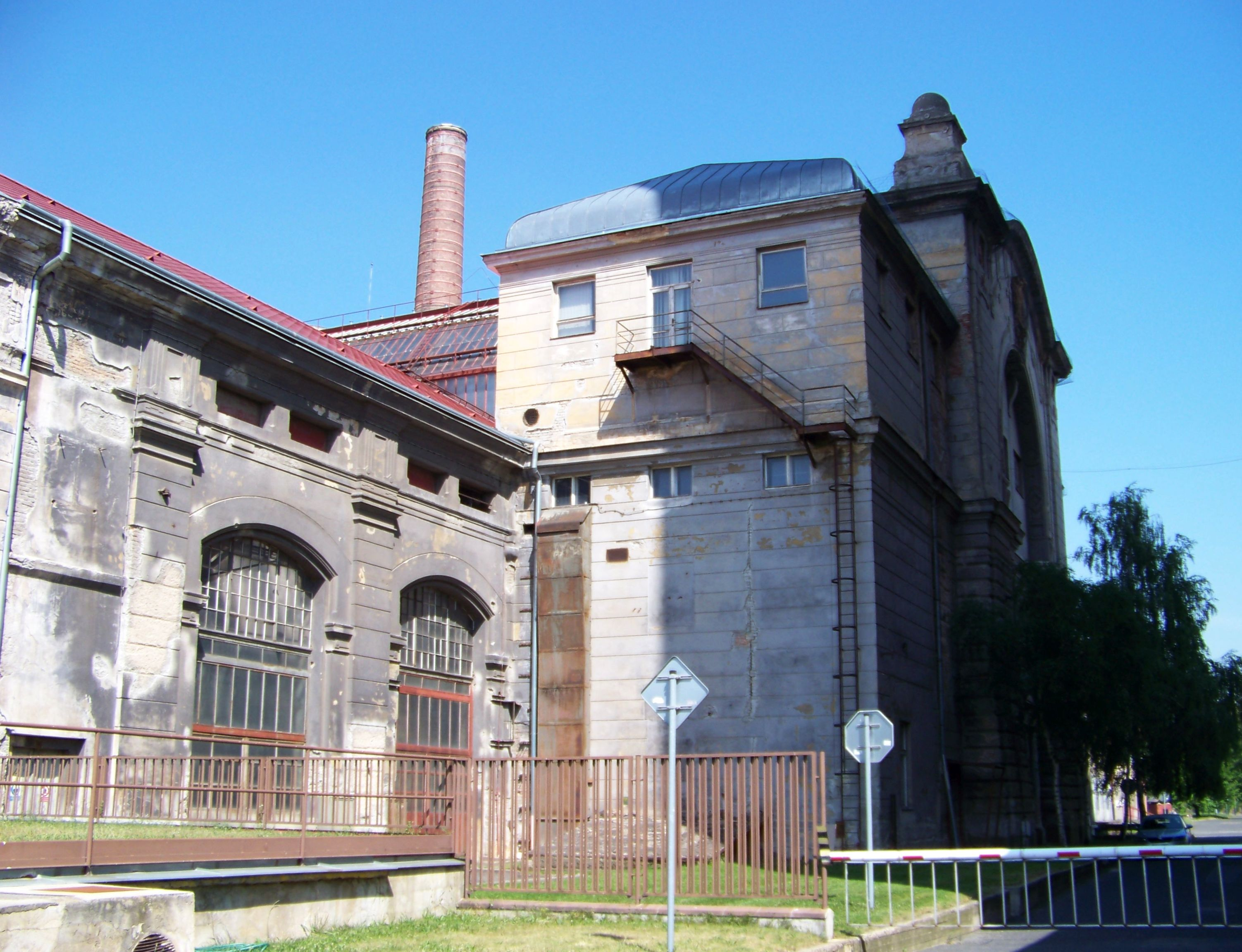
Elektrárna ve starých Holešovicích

- Měšťanský pivovar, U průhonu 800/13, Nové Holešovice, datum zapsání / prohlášení za kulturní památku 7.1.1993. Neorenesanční komplex pivovarských budov pochází z let 1896-97 podle projektu Josefa Bertla a Otakara Bureše. Pivovar byl založen roku 1895 několika pražskými měšťany.Komplex na půdorysu lichoběžníku sestává z administrativní budovy, sladovny, varny, strojovny, spilky a ohradní zdi s branami.[13]
- Pražská tržnice – jatka, Bubenské nábř. čp. 306/13, Nové Holešovice, datum 7.1.1993, Komplex budov jatek byl stavěn v 70. letech 19. století pod vedením městského inženýra Josefa Srdínka. Soubor představuje jedinečně zachovaný areál tohoto typu. V areálu se také nacházejí chráněné sochy od Bohuslava Schnircha a Čeňka Vosmíka. Soubor je dochován v ojedinělém rozsahu a představuje vynikající doklad rozvoje techniky a významný příklad v Čechách zcela mimořádného komplexu městského zařízení z konce 19. století, které vytváří zralý technický i administrativní celek. Podstatný je i urbanistický význam areálu. Plastiky představují kvalitní sochařskou práci reprezentující svým umístěním výtvarné snahy tehdejší účelové výstavby.[14][15]
- Kulturní dům Domovina Na Maninách čp. 1149/32, Nové Holešovice, datum zapsání/prohlášení za kulturní památku 3.5.1958, Soubor domů (čp. 1149 a 1525) byl postaven v letech 1920-21 podle návrhu proslulé projekční kanceláře Dušek-Kozák-Máca. Jedná se o významný příklad nájemního domu s dalšími funkcemi (dvorní budova měla sloužit pro divadelní představení apod.). Komplex "Domovina" představuje hodnotné dílo uznávaných pražských architektů, které vypovídá o stylovém vývoji pražské architektury raných 20. let, když je rovněž součástí myšlenkových proudů snahy o realizaci moderní zástavby s kombinovanými funkcemi. Jedná se též o cenný doklad přímé návaznosti na spolkovou, uměleckou a kulturní činnost ve 20. století.[16]
- Holešovický přístav, Jankovcova čp. 1057/6, Nové Holešovice, datum zapsání/prohlášení za kulturní památku 29.10.2002, Areál pochází z konce 19. století, je postaven v duchu secese s prvky nastupující moderny. Konstruktivistická budova skladu je z roku 1926. Areál sestává z budov čp. 788, 789, 1057, 1059, 1060, 1366, dále obsahuje hradlo a bránu. Komplex historických administrativních, provozních a skladových budov holešovického Ochranného a obchodního přístavu.[17]
- Továrna na vodoměry Adolf R. Pleskot, Komunardů čp. 1052/3, Nové Holešovice, datum zapsání/prohlášení za kulturní památku 7.10.2003, Budova bývalé továrny na vodoměry, stavěná a postupně upravovaná v letech 1910-32, je pozoruhodná stavba, jejíž architektura je ovlivněna historismem i secesí. Významná stavba z období počátku 20. století, která vykazuje hodnoty architektonické, urbanistické i historické. Tento doklad industriální architektury ve stylu secesně pojatého historizmu představuje stavbu vynikajících kvalit. Stavba je také dokladem podnikatelské a výrobní činnosti v Holešovicích na počátku 20. století.[18][19]
- Činžovní dům, Argentinská čp. 702/1, Nové Holešovice, datum zapsání/prohlášení za kulturní památku 21.10.1992, Čtyřpatrový nárožní dům z roku 1894 projektoval Jan Zeyer ve stylu novorenesance. Malby vznikly možná dle předlohy Mikoláše Alše.[20]
- Administrativní budova továrny na barvy J. Materny, Dělnická čp. 313/18, Nové Holešovice, datum zapsání/prohlášení za kulturní památku 11.6.2012. Budovu továrny na barvy J. Materny z roku 1920 navrhl architekt Rudolf Stockar. Objekt sloužící administrativě představuje cenný doklad aplikace plošného kubismu na industriální architektuře. Administrativní budova bývalé továrny na barvy J. Materny představuje mimořádně cenný doklad aplikace plošného kubismu v továrním areálu ve 20. letech 20. století. Ostatní objekty areálu spolu s pozemkem parc. č. 1064 nebyly prohlášeny za kulturní památku.[21][22]
- Činžovní dům - blok devíti domů, Tusarova čp. 1262/5, Nové Holešovice, datum zapsání/prohlášení za kulturní památku 7.12.2006, Soubor devíti nájemních domů vznikl v letech 1921-22 podle projektu Rudolfa Hraběte. Architektura objektů je ovlivněna rondokubismem. Jde o významný doklad architektonického vývoje z počátku 20. let 20. století jak po stránce slohové, tak jako i projev moderních trendů v hledání nové funkčnosti architektury v příznačném modelu malých bytů, tak i jako výrazně urbanisticky pojatý způsob výstavby nerespektující uzavřenou hmotu bloků jeho otevřením na způsob malého uzavřeného sídlištního útvaru.[23]Akciový parní mlýn

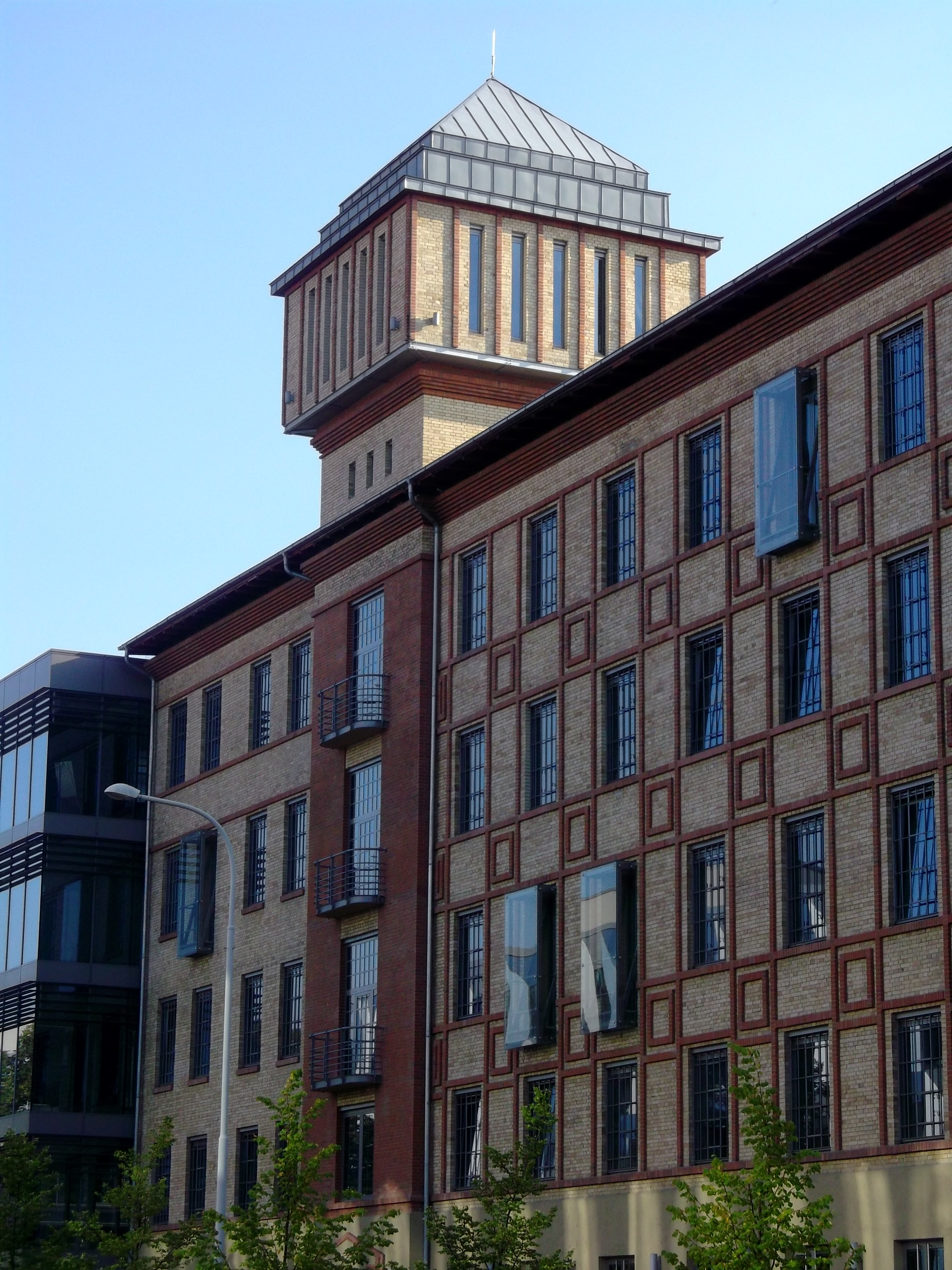
Akciový parní mlýn

- Akciový motorový mlýn, U Uranie čp. 1037/14, Nové Holešovice, datum zapsání/ prohlášení za kulturní památku 3.11.2003, Akciový parní mlýn byl postaven v letech 1905-09 podle návrhu architekta Bohumila Hübschmanna (Hybšmana). Objekt mlýna, objekt moučného skladu a administrativní objekt bývalého areálu Akciového mlýna jsou mimořádně hodnotnými příklady architektonického ztvárnění průmyslového areálu, při jeho realizaci byly uplatněny zásady architektonické moderny počátku 20. století včetně velmi raného systematického použití železobetonových skeletových konstrukcí.[24][25]